# کون فرملتفورت
کون فرملتفورت (هلندی: Coen Vermeltfoort؛ زادهٔ ۱۱ آوریل ۱۹۸۸) دوچرخه‌سوار اهل هلند است.
از باشگاه‌هایی که در آن رکاب زده‌است می‌توان به دلتا سایکلینگ روتردام و تیم دوچرخه‌سواری رومپوت–ندرلانسه لوتری اشاره کرد.